# Luciano Manga
Luciano Azevedo Kuhn (Goiânia, 25 de agosto de 1961) também conhecido como Manga é um pastor e músico brasileiro e ex-vocalista da banda de rock cristão Oficina G3. Em sua carreira solo já gravou três álbuns.

## Biografia
Apesar de não ter nascido em lar cristão, converteu-se ao protestantismo ainda jovem, em 1977, num acampamento para jovens. Frequentou por quatro meses a Igreja Batista de Perdizes em São Paulo, porem como era muito longe de sua residência, começou a frequentar a igreja Cristo Salva (Tio Cássio), mais próxima. Foi nesse lugar  que acabou se envolvendo com a música e foi aonde surgiu o Oficina G3, na qual formou junto com Juninho Afram, Walter Lopes e Tulio Régis, sendo assim um dos fundadores e líder. Em 1989 foi ordenado pastor.
Acabou saindo da igreja em 1990 e foi juntamente com amigos plantar uma comunidade cristã, mas acabou por se desligar da iniciativa após um ano e foi para a igreja Metodista, onde estava à frente dos projetos evangelísticos. Trabalhou também na capelania da Universidade Metodista, onde também fazia teologia. Por essa mesma época lançou o primeiro álbum com o Oficina G3, Ao Vivo. Em 1992 foi convidado para ser pastor da Renascer em Cristo e lá acabou desenvolvendo inúmeros ministérios. Trabalhou na na Marcha para Jesus, conferências proféticas e foi locutor das rádios Imprensa FM, Nacional AM, Gama FM e Manchete Fm tanto em São Paulo como no Rio de Janeiro.
Foi pastor da Renascer Mooca em 1996 e no final deste mesmo ano foi enviado para o Rio para plantar igrejas. Ficou à frente da Renascer Copacabana e depois da Renascer da Barra da Tijuca. Desligou-se de suas funções como bispo em 1997, e também da banda Oficina G3, em função da carreira pastoral, que demandava mais do seu tempo.
Teve também uma participação especial no CD Direção da Igreja do Evangelho Quadrangular Catedral das Nações, produzido por André Cajeron no ano 2000.
Acabou desenvolvendo um relacionamento com a Vineyard e a partir daí começou a trabalhar com um grupo. Em maio de 2003 fundou junto a outros colegas a Vineyard Rio. Hoje é pastor da Vineyard Rio e participa da equipe da Vineyard Music. Participou das gravações dos cds Vem esta é a hora e Entrega da Vineyard. Gravou também em 2003 os cds Fóssil Praise pela Ágape Praise e Sol à Meia Noite pela Zekap Gospel, ambos elogiados pela crítica especializada.
Em 2005, passou a apresentar o programa Fábrica Som, na Rede Boas Novas, e atualmente continua com o ministério Vineyard Brasil. Em 2009 lançou um livro intitulado Meus dias no Oficina G3, cujo sucesso o autor atribui a divulgação de fãs na internet.
Em maio de 2010, lançou Brilhe Tua Luz em Nós, gravado em Bauru ao vivo.
Por sua contribuição à música cristã no Brasil, foi um dos artistas retratados na obra Vida e Música, junto com outros músicos como João Alexandre, Stênio Marcius e Asaph Borba.
Em 2023 e 2024, ingressou em uma turnê da banda Oficina G3 ao lado do ex-vocalista PG, para comemorar os álbuns Nada É Tão Novo, Nada É Tão Velho, quase 20 anos de Além do que os Olhos Podem Ver (2005) e os quase 30 anos de Indiferença (1996).

## Estilo musical e influências
Luciano Manga afirmou, em entrevista dada a Folha de S.Paulo em 1997, que suas principais influências musicais eram as bandas Deep Purple, Led Zeppelin e Rush.

## Discografia

### Com o Oficina G3
- 1990: Ao Vivo
- 1993: Nada É Tão Novo, Nada É Tão Velho
- 1996: Indiferença

### Solo
- 2003: Fóssil Praise
- 2003: Sol à Meia Noite
- 2010: Brilhe Tua Luz em Nós

### Com a Vineyard
- 2001: Vem, esta é a hora
- 2002: Entrega
- 2003: Atitude
- 2004: Mais que Paixão
- 2006: Grande Deus

## Videografia
- 1999: Acústico ao Vivo de Oficina G3 (participação na música "Pirou")